# Citizens Insurance Co of Canada c. Parsons
Citizens Insurance Co of Canada c. Parsons est une importante affaire constitutionnelle canadienne tranchée par le Comité judiciaire du Conseil privé. Il a interprété la clause de propriété et de droits civils de l'article 92(13) de la Loi constitutionnelle de 1867 comme étant interprétée de manière large, pour inclure les contrats liés à l'assurance comme étant de la compétence des gouvernements provinciaux, mais en contrepartie la clause sur le commerce de l'article 91(2) devait être interprété de manière restrictive.

## Les faits
Parsons était propriétaire d'une quincaillerie à Orangeville, en Ontario, couverte par une police d'assurance fournie par la Citizens' Insurance Co. of Canada. Au moment de l'émission de la police, il avait une police similaire en vigueur auprès de la Western Assurance Company. Lorsqu'un incendie a détruit le magasin en août 1877, Citizens a refusé de payer au motif que la non-divulgation de la police de Western violait les termes de sa police et une condition statutaire, en vertu de la Loi sur la police d'assurance-incendie de l'Ontario. Parsons a intenté une action afin de recouvrer le montant sur la police d'assurance et a soutenu qu'elle n'était pas conforme aux exigences de présentation de la Loi.

## Jugements de première instance et d'appel
La Cour du Banc de la Reine a rendu un verdict en faveur de Parsons. Des citoyens ont interjeté appel devant la Cour d'appel en soutenant que la Loi était ultra vires en raison de la compétence fédérale en matière d'échanges et de commerce. La Cour d'appel a donné raison au demandeur et a rejeté l'appel avec dépens.
En appel devant la Cour suprême du Canada, Oliver Mowat, agissant dans son rôle de procureur général de l'Ontario, est intervenu pour défendre la cause de Parson. La Cour a décidé à 4 juges contre 2 que :
1. La Loi sur la police d'assurance-incendie n'était pas ultra vires quant à la compétence provinciale et s'appliquait à toutes les compagnies d'assurance qui assuraient des biens dans la province.
2. La Loi n'était pas un règlement des échanges et du commerce au sens de l'art. 91(2) de la Loi constitutionnelle de 1867.
3. Les assureurs de l'Ontario devaient se conformer aux conditions légales imposées en vertu de la Loi sur la police d'assurance-incendie.

Le juge William Johnstone Ritchie a affirmé que la réglementation des contrats d'assurance relevait du pouvoir provincial en matière de propriété et de droits civils :

« Si une compagnie d'assurances est un commerçant et que l'activité qu'elle exerce est commerciale, pourquoi la législature locale, ayant le pouvoir législatif sur la propriété et les droits civils, et sur les questions de caractère privé et local, ne serait-elle pas habilitée à dire à une telle compagnie : « Si vous faites des affaires dans la province de l'Ontario et assurez des biens situés ici, nous avons un contrôle législatif sur la propriété et sur les droits civils dans la province, et, en vertu de ce pouvoir, pour la protection de cette propriété et les droits de l'assuré, définissez les conditions dans lesquelles vous traiterez ces biens », étant donné qu'ils n'ont peut-être aucun lien avec le trafic et le commerce, en tant qu'habitation privée ou établissement agricole, et que l'assuré n'a peut-être aucun lien avec le trafic ou le commerce ? Comment peut-on dire que de telles propriétés et de tels droits civils ou contrat doivent être en dehors de toute législation locale, et donc en dehors de toute protection législative locale ? Si l'activité d'assurance est liée au trafic et au commerce, la législation que nous examinons maintenant ne cherche pas à interdire l'exercice de l'activité d'assurance, mais la propriété et les droits civils des habitants de la province leur étant confiés, la législation, à cet égard, est simplement la protection de ces biens et de ces droits. »

Henri Elzéar Taschereau et John Wellington Gwynne, dissidents dans la décision de la Cour suprême, ont conseillé au premier ministre John A. Macdonald d'envisager d'intervenir si nécessaire pour faire appel de la décision devant le Comité judiciaire du Conseil privé. En particulier, Gwynne a déclaré :

« L'assurance des citoyens est la pente savonneuse pour instaurer la souveraineté provinciale, ce que je crois que M. Mowat s'efforce de faire. »

Citizens' Insurance a interjeté appel devant le Conseil privé, et Mowat a confirmé son influence sur l'affaire en faisant assumer par la province les frais de Parsons et en demandant à ses avocats qu'ils plaident que la compétence législative provinciale devrait être définie de manière large et que le gouvernement fédéral ne pouvait pas empiéter sur elle. .

## Jugement du Conseil privé
La décision de la Cour suprême a été confirmée. Le verdict du Banc de la Reine a toutefois été infirmé en raison de questions en suspens quant à l'interprétation de certaines notes provisoires et l'affaire a été renvoyée à cette cour pour réexamen.
Le juge britannique Montague Smith a noté comme proposition générale que la Loi constitutionnelle de 1867 doit être interprétée comme une loi ordinaire.

### Trafic et commerce
L'affaire a largement tourné autour de la question du chevauchement de deux chefs de compétence. Smith s'est concentré sur l'interprétation du pouvoir du trafic  et du commerce; il a déclaré :

« Les mots «réglementation des échanges et du commerce», dans leur sens illimité, sont suffisamment larges, s'ils ne sont pas contrôlés par le contexte et d'autres parties de la Loi, pour inclure toute réglementation du commerce allant des arrangements politiques concernant le commerce avec des gouvernements étrangers, exigeant la sanction du parlement, des règles minutieuses pour réglementer des métiers particuliers.
Mais un examen de la loi montre que les mots n'ont pas été utilisés dans ce sens illimité. En premier lieu, la collocation du n° 2 avec des catégories de sujets d'intérêt national et général donne une indication que les règlements relatifs au commerce général étaient dans l'esprit de la législature, lorsqu'elle a conféré le pouvoir au Parlement du Dominion. Si les mots avaient été destinés à avoir toute la portée dont ils sont susceptibles dans leur sens littéral, la mention spécifique de plusieurs des autres classes de sujets énumérés dans la sect. 91 aurait été inutile ...
...
En interprétant donc les mots «réglementation du trafic  et du commerce» par les diverses aides à leur interprétation suggérées ci-dessus, ils incluraient des arrangements politiques concernant le commerce nécessitant l'approbation du Parlement, une réglementation dans les questions d'intérêt interprovincial, et il se peut qu'ils incluraient une réglementation générale du commerce affectant l'ensemble du Dominion. »

En tout, Smith a établi trois caractéristiques du pouvoir d'échange et de commerce :
La « réglementation du trafic et du commerce » ne doit pas être lue à la lettre.
Elle comprend le commerce international et interprovincial ainsi que « la réglementation générale du commerce affectant l'ensemble du dominion ».
Elle ne s'étend pas à la réglementation des contrats entre entreprises.

### Incorporation de sociétés fédérales
Le juge Taschereau, s'est dit préoccupé par le fait que si le Parlement du Canada n'avait pas le pouvoir de réglementer les sociétés en vertu du pouvoir de trafic et de commerce, il n'avait pas non plus le pouvoir de constituer des sociétés. Smith a déclaré que le pouvoir fédéral d'incorporation découlait du paragraphe introductif de l'article 91 :

« en ce qui concerne toutes les matières n'entrant pas dans les catégories de sujets par la présente loi attribuées exclusivement aux législatures des provinces. »

Le paragraphe 92(11) conférait aux législatures provinciales le pouvoir de « l'incorporation de sociétés ayant des objets provinciaux », de sorte que Smith a déclaré :

« ... il s'ensuit que la constitution de sociétés pour des objets autres que provinciaux relève des pouvoirs généraux du Parlement du Canada. »

Cependant, le pouvoir de constitution ne confère pas le droit exclusif de réglementer les contrats.